# Frontera entre l'Iraq i Kuwait
La frontera entre l'Iraq i Kuwait és la frontera de 240 kilòmetres que separa el sud de l'Iraq de Kuwait. Té forma corba i va de l'oest al nord de Kuwait (governació de Jahra), separant el país del territori de l'Iraq (Bàssora). A l'est comença al litoral, al nord del Golf Pèrsic, pròxim a les illes de Bubyian i Warbah (Kuwait) i d'Umm Qasr (Iraq). Acaba al trifini Kuwait-Iraq-Aràbia Saudita, prop d'Abdaly (Kuwait).

## Història
El traçat ha estat definit pels
Son tracé est défini par les acords d'Akir de 1922-1923. Va estar qüestionada per l'Iraq des del govern de Saddam Hussein qui va invadir Kuwait l'agost de 1990, provocant la Guerra del Golf. Després de l'alliberament del país en febrer de 1991 la frontera va ser restaurada.
Entre maig de 1991 i setembre de 2003, la Missió d'Observació de les Nacions Unides per a l'Iraq i Kuwait (UNIKOM) es va establir una zona de seguretat a la frontera així com una tanca electrificada de tres metre d'alt, de 4,5 de fondària i 4,6 metres de llarg (Mur Kuwait-Iraq).